# 1791年法国宪法
1791年法国宪法是法国第一部成文宪法。该宪法是在旧制度的绝对君主制崩溃后完成的，它采取了合宪性原则并确立了人民主權。

## 起草过程

### 早期的努力
国民议会开始了起草宪法的工作。1789年8月26日通过的人权和公民权宣言最终成了1791年9月3日通过的宪法的序言。这份宣言给出了关于权利、自由和主权的全盘概括。
议会在1789年7月14日组织了一个十二人的立宪委员会（那天也正好是攻陷巴士底狱日）。这个委员会的任务是去起草宪法。它的成员起初有两名第一阶级的成员（波尔多大主教热罗姆·尚皮翁·德·西塞和欧坦主教塔列朗），两名第二阶级的成员（克莱蒙-托内尔伯爵和热拉尔·德·拉利-托伦达尔）和四名第三阶级的成员（让-约瑟夫·穆尼耶、西哀士、尼古拉·贝尔加斯和伊萨克·勒内·居伊·勒沙普利耶）
许多改革法国政府的提案都在被付诸实施，尤其是在1789年8月5日废除封建制度后。例如拉法耶特侯爵的提案，他提议法国采用英美政府制度的结合，引进两院制议会，国王对立法机构拥有暂停性质的否决权，最后一项是模仿当时授予美国总统的权力。
最初，主要的争议在于给予法国国王多少权力（比如否决权是暂停性质的还是绝对性的）以及立法机构的形式（比如是两院制还是一院制）。立宪委员会提议立法机构采取两院制，但这项动议在1789年9月10日被否决（两院制的89票对一院制的849票）。第二天，委员会提议授予国王绝对否决权，但再次被否决（绝对性的325票对暂停性质的673票）。最终，国王的否决权仅具有暂停性质，凡经国王否决的法令，该届议会不得再行提呈；但若下两届议会连续通过该法令，即连续经过三届议会的通过，该法令即具有法律效力。

### 新的立宪委员会
新的立宪委员会迅速取代了旧的委员会。新的委员会包含了原先委员会中的西哀士、塔列朗和勒沙普利耶，还有新加入的居伊-让-巴蒂斯特·塔尔热、雅克-纪尧姆·图雷、让-尼古拉·德默尼耶、弗朗索瓦·德尼·特龙谢和让-保罗·拉博·圣艾蒂安，新成员全部来自第三阶级。
新的委员会遇到最大的问题在公民权上。法国国王的臣民是否都能得到平等的权利，就像人权宣言中承诺的那样？还是会有一些限制的存在？凡尔赛妇女大游行的出现使得问题变得更加复杂。最终，宪法将公民分为拥有政治权利的积极公民（法語：citoyens actifs，年满25岁且缴纳折合当地三日工价的直接税的公民）和只有民事权利的消极公民。这种差别对于像罗伯斯庇尔这样的激进议员来说是完全不能接受的，因此他们永远不能安心于1791年宪法。
实证史学学派的研究者阿尔弗雷德·尼古拉·朗博在十九世纪末考证，1791年选举权的积极公民数量约为429万8360人，大约占彼时法国全体成年男性的61%或全体人口的15%。

### 修订委员会
第二个机构，修订委员会出现于1790年9月。这个委员会中有安托万·巴纳夫、阿德里安·迪波尔和夏尔·马洛·弗朗索瓦·拉梅特。由于国民议会既是立法机构也是制宪会议，所以它通过的法律到底是宪法条款还是普通法令是很难确定的。因此，将两者区分开来就成了委员会的工作。练兵场惨案后，委员会变得更加重要。那时，对民众运动的厌恶感遍布了整个法国，使得一些人再次作出努力去保卫王权。其结果就是斐扬派的崛起。斐扬派是由安托万·巴纳夫领导的一个新的政治派别，他利用自己在修订委员会中的职位，为国王保存了不少权力，比如任命大使，军官和大臣的权力。

### 结果
在漫长的协商后，路易十六在1791年9月勉强签署了宪法。
重新定义了法国政府的组织形式，公民权和政府权力的限制后，国民议会做起了公共意志的利益代表。它不仅废除了许多“危害自由和权利平等的机构”，还通过在宪法中规定了自身的永久性并形成反复选举的系统来维护自身在法国政府中合法的存在。议会对主权国家和平等代表权的信奉在宪法中的三权分立上可见一斑。国民议会是立法机构，国王和皇家大臣组成了行政机构，司法机构独立于这两者。地方上，原先封建制度下的地理区域划分被正式废除，整个法国被划分为多个行政区，即多个省（Départements），但政府管理的原则却是民主集中制。

## 评价
国民议会，作为宪法的制定者，害怕如果只有议员管理法国，那么这种管理就很有可能和议员自身的利益挂钩；因此，议会允许国王拥有暂停性质的否决权来平衡议员和人民的利益。同样，议会制民主又削弱了国王的行政权。
从今天的标准看来，宪法并没有做到平等。它将有财产的积极公民和贫困的消极公民区分开来，且并没有授予女性自由的权利，比如教育权，言论、出版和信仰自由权。
历史学家基思·迈克尔·贝克在他的文章《宪法》中写道，起草宪法时，国民议会将两件事交织在一起 ：他们可以修改现行的、注重于三个阶级的未成文宪法；或者，他们能够完全重写这种宪法。国民议会希望能够重新组织社会的机构并将自身合法化：尽管它起源于1789年法国三级会议，但它已经废除了那种三级结构。
随着战争的开始和外国势力对革命的威胁，激进的雅各宾派和共和国的理念越来越受人们的欢迎，这使得罗伯斯庇尔、丹东、马拉和巴黎公社的影响力不断增长。当国王行使否决权来保护不肯宣誓效忠的教士并拒绝征召义勇军来保卫革命政府时，人们发现了君主立宪的不切实际并在八月十日起义中彻底终结了这个政体。随后，国民公会成立，并将罗伯斯庇尔选为它的第一议员；国民公会是法国第一个由男性普选选出的议会。在1792年9月22日，公会宣布法国成为共和国。